# Duru-Verinag
Duru-Verinag (en cachemir: দুরু-বেরীনাগ ) es una localidad de la India en el distrito de Anantnag, estado de Jammu y Cachemira.

## Geografía
Se encuentra a una altitud de 1 809 m s. n. m. a 126 km de la capital estatal, Srinagar, en la zona horaria UTC +5:30.

## Demografía
Según estimación 2010 contaba con una población de 20 890 habitantes.